# Nyungara bunni
Nyungara bunni is een haft uit de familie Leptophlebiidae. De wetenschappelijke naam van de soort is voor het eerst geldig gepubliceerd in 1987 door Dean.
De soort komt voor in het Australaziatisch gebied.